# العلاقات الأفغانية الإثيوبية
العلاقات الأفغانية الإثيوبية هي العلاقات الثنائية التي تجمع بين أفغانستان وإثيوبيا.

## مقارنة بين البلدين
هذه مقارنة عامة ومرجعية للدولتين:
| وجه المقارنة                                              | أفغانستان                    | إثيوبيا                        |
| --------------------------------------------------------- | ---------------------------- | ------------------------------ |
| المساحة (كم2)                                             | 652.23 ألف                   | 1.10 مليون                     |
| عدد السكان (نسمة)                                         | 34.94 مليون                  | 104.96 مليون                   |
| الكثافة السكانية (ن./كم²)                                 | 53.57                        | 95.42                          |
| العاصمة                                                   | كابل                         | أديس أبابا                     |
| اللغة الرسمية                                             | اللغة البشتوية، اللغة الدرية | اللغة الأمهرية                 |
| العملة                                                    | أفغاني                       | بير إثيوبي                     |
| الناتج المحلي الإجمالي (بليون دولار)                      | 20.82 مليار                  | 80.56 مليار                    |
| الناتج المحلي الإجمالي (تعادل القوة الشرائية) بليون دولار | 62.62 مليار                  | 161.90 مليار                   |
| الناتج المحلي الإجمالي الاسمي للفرد دولار أمريكي          | 594                          | 619                            |
| الناتج المحلي الإجمالي للفرد دولار أمريكي                 | 1.93 ألف                     | 1.50 ألف                       |
| مؤشر التنمية البشرية                                      | 0.479                        | 0.442                          |
| رمز المكالمات الدولي                                      | +93                          | +251                           |
| رمز الإنترنت                                              | .af                          | .et                            |
| المنطقة الزمنية                                           | ت ع م+04:30                  | ت ع م+03:00، توقيت شرق أفريقيا |

## منظمات دولية مشتركة
يشترك البلدان في عضوية مجموعة من المنظمات الدولية، منها:
| علم المنظمة | اسم المنظمة                        | تاريخ انضمام أفغانستان | تاريخ انضمام إثيوبيا |
| ----------- | ---------------------------------- | ---------------------- | -------------------- |
|             | الاتحاد البريدي العالمي            | ?                      | ?                    |
|             | مؤسسة التنمية الدولية              | 2 فبراير 1961          | 11 أبريل 1961        |
|             | منظمة حظر الأسلحة الكيميائية       | ?                      | ?                    |
|             | الأمم المتحدة                      | 19 نوفمبر 1946         | 13 نوفمبر 1945       |
|             | وكالة ضمان الاستثمار متعدد الأطراف | 16 يونيو 2003          | 13 أغسطس 1991        |
|             | منظمة الشرطة الجنائية الدولية      | ?                      | ?                    |
|             | مؤسسة التمويل الدولية              | 23 سبتمبر 1957         | 20 يوليو 1956        |
|             | البنك الدولي للإنشاء والتعمير      | 14 يوليو 1995          | 27 ديسمبر 1945       |
|             | الاتحاد الدولي للاتصالات           | 12 أبريل 1928          | 20 فبراير 1932       |
|             | يونسكو                             | 4 مايو 1948            | 1 يوليو 1955         |

## وصلات خارجية
- موقع وزارة الخارجية الأفغانية
- موقع وزارة الخارجية الإثيوبية